# Chlooraceton
Chlooraceton is een organische verbinding met als brutoformule C3H5ClO. Het is een kleurloze vloeistof, die bij blootstelling aan licht geel- tot amberkleurig en harsachtig wordt. De stof werd tijdens de Eerste Wereldoorlog gebruikt als lacrimator. Tegenwoordig wordt chlooraceton gebruikt om kleurstofkoppels voor de kleurenfotografie te maken.

## Toxicologie en veiligheid
De stof polymeriseert traag onder invloed van licht en ontleedt bij verhitting of bij verbranding met vorming van giftige en corrosieve dampen (onder andere waterstofchloride en fosgeen). Chlooraceton reageert met sterk oxiderende stoffen.